# Никишов, Евгений Владимирович
Евге́ний Влади́мирович Никишо́в (род. 16 марта 1979, Москва) — учредитель независимой кинокомпании «Место силы» (с 12 января 2021), экс-руководитель и экс-генеральный продюсер 1-2-3 Production (2019—2022), экс-генеральный продюсер телеканала «ТВ-3» (2016—2021), экс-заместитель генерального продюсера телеканала ТНТ (2009—2016), продюсер, сценарист.

## Биография
В 2002 году окончил факультет журналистики МГУ, учился на сценарно-киноведческом факультете во ВГИКе (курс Александра Бородянского).
С 2005 по 2009 годы был главным редактором киноконцерна «Мосфильм», где, в том числе, работал над сценарием к фильму Карена Шахназарова «Исчезнувшая империя».
В 2009 году начал работать на телеканале ТНТ, на котором возглавил подразделение Comedy Unit, впоследствии став главным редактором канала, а затем — заместителем генерального продюсера канала ТНТ. При непосредственном участии Евгения Никишова на российском телевидении появились такие проекты, как «Реальные пацаны», «Зайцев+1», «Студия 17», «Деффчонки», «Чернобыль. Зона отчуждения» и другие.
С 5 декабря 2016 года по 31 декабря 2021 года был генеральным продюсером телеканала «ТВ-3».
С 21 февраля 2019 года по 23 марта 2022 года был одним из руководителей и генеральным продюсером 1-2-3 Production (бывшая PREMIER Studios).
С 12 января 2021 года является одним из учредителей независимой российской кинокомпании «Место силы», которая занимается поиском и разработкой авторских сценариев, производством режиссёрских фильмов и приобретением интеллектуальных прав на контент, как в России, так и за рубежом.

## Награды и номинации
- 2009 год — Приз «За лучший сценарий» (совместно с Сергеем Рокотовым) на XXIX Международном кинофестивале «Фантаспорту» за сценарий к фильму Карена Шахназарова «Исчезнувшая империя».
- 2015 год — Финалист II Сценарной премии «Слово» им. Валентина Черных (совместно с Ильёй Куликовым) в номинации «Лучший сценарий телевизионного фильма» за сценарий к телесериалу Андерса Банке «Чернобыль. Зона отчуждения».
- 2016 год — премия Ассоциации продюсеров кино и телевидения в номинации «Лучший телевизионный мини-сериал (5-24 серии)» за телесериал «Измены»; премия «ТЭФИ 2016» в номинации «Телевизионный фильм/сериал» за телесериал «Измены»; телесериалы «Остров» и «Чернобыль: Зона отчуждения» были представлены на международном кинорынке MIPTV в рамках престижной международной сессии Fresh TV Fiction.
- 2017 год — премия Ассоциации продюсеров кино и телевидения в номинации «Лучший телевизионный фильм (1-4 серии)» за телесериал «Пьяная фирма».
- 2018 год — специальный приз премии Ассоциации продюсеров кино и телевидения «За успешный кинопрокат телесериала» за фильм «Гоголь. Начало»; премия «Медиа-менеджер России 2018» в категории «Электронные СМИ» — «Телевидение» / «Федеральные Эфирные каналы»[10]; лауреат VI Национального кинофестиваля дебютов «Движение» в конкурсе сериале «Движение. Навстречу» за сериал «Мёртвое озеро»; премия «ТЭФИ 2018» в номинации «Событие телевизионного сезона» за фильм «Гоголь. Начало».
- 2019 год — премия Ассоциации продюсеров кино и телевидения в номинации «Лучший телевизионный мини-сериал (5-24 серий)» за телесериал «Обычная женщина»; премия «ТЭФИ 2019» в номинации «Телевизионный продюсер сезона» за телесериал «Обычная женщина».

## Творческие достижения

### Фильмы

#### Продюсер
- 2016 — «Жених»
- 2017 — «Гоголь. Начало»
- 2018 — «Гоголь. Вий»
- 2018 — «Гоголь. Страшная месть»
- 2018 — «Полицейский с Рублёвки. Новогодний беспредел»
- 2019 — «Чернобыль. Зона отчуждения» (Premier)
- 2019 — «Аванпост»
- 2020 — «Полицейский с Рублёвки. Новогодний беспредел 2»
- 2020 — «Гроза» (Premier)
- 2021 — «Маша»
- 2021 — «Нас других не будет» (документальный)
- 2022 — «Капитан Волконогов бежал»
- 2022 — «Нуучча»
- 2023 — «Свободные отношения»
- 2023 — «Здоровый человек»
- 2023 — «Кибердеревня. Новый год» (Кинопоиск)
- 2024 — «Бансу» (в производстве)
- 2024 — «Кончится лето» (в производстве)

#### Сценарист
- 2008 — «Исчезнувшая империя»
- 2011 — «Всё в порядке, мама»
- 2013 — «Любовь в СССР»
- 2015 — «Дорога на Берлин»

### Телесериалы

#### Режиссер
- 2020 — «Перевал Дятлова» (ТНТ, PREMIER)
- 2024 — «Анна К» (Netflix) (в производстве)

#### Продюсер и сценарист
- 2010 — «Реальные пацаны» (ТНТ)[11]
- 2011 — «Зайцев+1» (ТНТ)[12]
- 2012 — «Деффчонки» (ТНТ)[13]
- 2013 — «Студия 17» (ТНТ)
- 2013 — «Неzлоб» (ТНТ)
- 2014 — «В Москве всегда солнечно» (ТНТ)
- 2014 — «Чернобыль. Зона отчуждения» (ТНТ)

#### Продюсер
- 2014 — «Сладкая жизнь» (ТНТ)
- 2015 — «Легко ли быть молодым?» (ТНТ)
- 2015 — «Закон каменных джунглей» (ТНТ)
- 2015 — «Измены» (ТНТ)
- 2016 — «Остров» (ТНТ)
- 2016 — «Полицейский с Рублёвки» (ТНТ)
- 2016 — «Кризис нежного возраста» (ТНТ)
- 2016 — «Пьяная фирма» (ТНТ)
- 2017 — «Полицейский с Рублёвки в Бескудниково» (ТНТ)
- 2017 — «Чернобыль. Зона отчуждения 2» (ТВ-3)
- 2018 — «Полицейский с Рублёвки. Снова дома» (ТНТ)
- 2018 — «Полицейский с Рублёвки. Мы тебя найдём» (ТНТ)
- 2018 — «Бонус» (ТНТ-PREMIER)
- 2018 — «Это реальная история» (документальный) (ТВ-3)
- 2018 — «Обычная женщина» (ТВ-3)
- 2019 — «Мёртвое озеро» (ТНТ-PREMIER)
- 2019 — «Гоголь»
- 2019 — «Толя-робот» (ТНТ)
- 2019 — «Учителя» (ТНТ-PREMIER)
- 2019 — «Полярный» (ТНТ, PREMIER)
- 2019 — «Эпидемия» (PREMIER, ТВ-3)
- 2019 — «Колл-центр» (ТНТ, PREMIER)
- 2020 — «СидЯдома» (PREMIER, ТНТ)
- 2020 — «Агентство О.К.О.» (ТВ-3)
- 2020 — «Игра на выживание» (ТНТ, PREMIER)
- 2020 — «Аванпост» (ТВ-3)
- 2020 — «Перевал Дятлова» (ТНТ, PREMIER)
- 2020 — «Перевал Дятлова: Охотники за правду» (документальный) (ТВ-3)
- 2020 — «Фантом» (ТВ-3)
- 2020 — «Идеальная семья» (ТНТ)
- 2020 — «Мёртвые души» (IVI)
- 2021 — «Полёт» 25 янв (ТНТ, PREMIER)
- 2021 — «Отпуск» 1 февр (ТНТ)
- 2021 — «Врачи» (документальный) (ТВ-3)
- 2021 — «Секреты» (документальный) (ТВ-3)
- 2021 — «Ле.Ген.Да.» (ТНТ)
- 2021 — «Документалист. Охотник за призраками» (PREMIER, ТВ-3)
- 2021 — «Маньячелло» (ТНТ, PREMIER)
- 2021 — «Историк» (ТВ-3)
- 2021 — «Пингвины моей мамы» (Kion)
- 2021 — «Инсомния» (PREMIER, ТВ-3)
- 2021 — «Вне себя» (PREMIER, ТНТ)
- 2021 — «Солдаут» (PREMIER)
- 2022 — «Мне плевать, кто вы» (ТНТ, PREMIER)
- 2022 — «Карамора» (Start)
- 2022 — «Идентификация» (PREMIER)
- 2022 — «Невинно осуждённые» (документальный) (PREMIER)
- 2022 — «Нереалити» (Kion, PREMIER, ТНТ)
- 2022 — «На страже пляжа» (PREMIER, ТНТ, ТВ-3)
- 2022 — «Капельник» (PREMIER, ТНТ)
- 2022 — «1703» (Okko, ТНТ)
- 2022 — «Барабашка» (PREMIER, ТНТ)
- 2023 — «Кибердеревня» (Кинопоиск, ТНТ)
- 2023 — «Волшебный участок» (Okko)
- 2023 — «Сны Алисы» (Premier, ТВ-3)
- 2024 — «Абьюзеры» (Okko) (в производстве)
- 2024 — «Гипнозис» (Okko) (в производстве)
- 2024 — «Дядя Лёша» (Kion) (в производстве)
- 2024 — «Как приручить лису» (Okko) (в производстве)
- 2024 — «Миля» (Okko) (в производстве)
- 2024 — «Морозко» (Okko) (в производстве)
- 2024 — «Переходный возраст» (Okko) (в производстве)
- 2024 — «Руки Анны» (Okko) (в производстве)
- 2024 — «ФГУП "Луч"» (Okko) (в производстве)
- 2024 — «Шаман» (PREMIER) (в производстве)
- 2024 — «Анна К» (Netflix) (в производстве)
- 2024 — «Ничего особенного» (Netflix) (в производстве)

#### Сценарист
- 2007 — «Сваха» (СТС)
- 2008 — «Глухарь» (Телеканал «Украина» и НТВ)
- 2008 — «Безмолвный свидетель 2» (ДТВ)
- 2009 — «Суд» (Россия)
- 2009 — «Безмолвный свидетель 3» (ДТВ)
- 2010 — «Астана — любовь моя» (Хабар)
- 2010 — «Шахта» (Телеканал «Украина» и НТВ)
- 2013 — «13» (ТВ-3)

#### Актёр озвучания
- 2015 — «Легко ли быть молодым?» (ТНТ) — голос за кадром

### Программы

#### Продюсер
- 2017 — «Быть или не быть» (ТВ-3)[14]
- 2018 — «Искусство кино» (ТВ-3)
- 2018 — «Всё, кроме обычного» (ТВ-3)
- 2018 — «Знания и эмоции» (ТВ-3)
- 2019 — «Интервью» (ТВ-3)
- 2019 — «Последний герой. Актёры против экстрасенсов» (ТВ-3)
- 2020 — «Последний герой. Зрители против звёзд» (ТВ-3)
- 2021 — «Последний герой. Чемпионы против новичков» (ТВ-3)
- 2021 — «Секреты» (ТВ-3)